# Bulma (framework)
Pour les articles homonymes, voir Bulma (homonymie).
 (mai 2019).
Si vous disposez d'ouvrages ou d'articles de référence ou si vous connaissez des sites web de qualité traitant du thème abordé ici, merci de compléter l'article en donnant les références utiles à sa vérifiabilité et en les liant à la section « Notes et références ».
Chronologie des versions
0.9.4
Bulma est un framework CSS développé par Jeremy Thomas, sous licence MIT. Bulma est aussi semblable à Bootstrap. La dernière version 1.0.0 est sortie le 21 mars 2024.